# 玉田黙翁
玉田 黙翁（たまだ もくおう、1697年（元禄10年） - 1785年（天明5年））は、江戸時代中期の儒学者。名は信成、通称は喜内（記内）、久左衛門といい、虎渓庵（こけいあん）・適山（てきざん）・黙翁と号した。

## 経歴
野尻新田村（現・加古川市志方町野尻）生まれ。京都に出て朱子学者・山崎闇斎の高弟・三宅尚斎に学んだ。祖父と父が書斎とした建物を引き続き利用して塾を開き、門弟の教育にあたった。塾は虎渓精舎と呼ばれていた。この塾では、姫路藩の儒学者・合田麗沢や龍野藩主の学問の師・股野玉川をはじめ多くの人が学び、遠く京都からの訪問者もみられた。黙翁の在世当時、野尻新田を小田原藩が所領していたこともあり、江戸の藩邸に2回招かれて講義をした。

## 人物
『播磨鑑』には「儒医の名高く且筆芸に富めり」とある。

## 家族
玉田家
玉田家は赤松氏の一族で、飾西郡玉田村（のち飾磨郡置塩村、現・姫路市夢前町）より細工所村に移住し、代々医を業とし、傍ら農業を営んだ。玉田黙翁の祖父は、江戸時代前期の1662年に野尻新田村を開墾した細工所村庄屋の玉田修斎である。修斎は晩年に庄屋の職を退き、子の柔庵を連れて野尻新田に移り住み、山林の中に書斎を建てた。柔庵は学問を好み、子の黙翁に先立って三宅尚斎の門下生になった。また医術にも優れていた。修斎の死後、柔庵がこの書斎を引き継いだ。黙翁の孫の代で玉田家は絶えた。
- 祖父・正信（号は修斎）[3]
- 父・義道（号は柔庵）[3] - 寛保2年没、年75[5]。
- 孫[2]